# Boris Smiljanić
Boris Smiljanić (n. 28 septembrie 1976) este un jucător elvețian de fotbal profesionist. A debutat în 1993 laGrasshopper Club Zurich, jucând acolo până în 2003. Între 2003-2007 a jucat la FC Basel, revenind ulterior la Grasshopper Club Zurich. A jucat pentru echipa națională de fotbal a Elveției între anii 1999-2006. În 2010 a ratat un penalty în fața lui Ciprian Tătărușanu, în Europa League.
DEFAULTSORT:Smiljanić, Boris}}
1. ↑  Boris Smiljanic, Transfermarkt, accesat în 9 octombrie 2017
2. ↑  BORIS SMILJANIC, Base de Datos del Fútbol Argentino